# Dirty (Bambole di pezza)
Dirty è il terzo album delle Bambole di pezza, pubblicato da AAR Music il 7 luglio 2023 e distribuito da Universal Music. Il disco, come i precedenti, tratta tematiche sociali e impegnate di stampo femminista.
Il 17 novembre esce una versione deluxe del disco, contenente il singolo Contare 0 e due inediti.
Il 5 gennaio 2024 esce una versione in inglese di Freddy Krueger, intitolata Freddy Kueger (Nightmare).

## Tracce
1. Io non sono come te – 3:06
2. Favole (mi hai rotto il caxxo) – 2:53
3. Freddy Krueger – 3:05
4. Libertà – 2:48
5. Non sei sola (feat. Jo Squillo) – 2:58
6. Rumore (cover di Raffaella Carrà) – 2:43
7. Dirty Bandidas – 3:14
8. Autoreggente (feat. Kate Klein) (Album Dirty Deluxe) – 3:02
9. Contare 0 (Album Dirty Deluxe) – 2:34
10. Riparliamone Domani (Album Dirty Deluxe) – 3:11

Durata totale: 29:34

## Formazione
- Cleo (Martina Ungarelli) – voce
- Morgana Blue – chitarra solista
- Dani Piccirillo – chitarra ritmica e cori
- Xina (Federica Rossi) – batteria e cori
- Kaj (Caterina Dolci) – basso e cori